# Ángel Luna
Ángel Luna González (Madrid, 1952) es un político y abogado español militante del PSOE. Fue alcalde de Alicante entre los años 1991 y 1995 y portavoz del PSPV-PSOE en las Cortes Valencianas de 2007 a 2011. En la actualidad ostenta el cargo de Síndico de Agravios de la Comunidad Valenciana.

## Trayectoria
Afiliado al PSOE desde 1970, fue secretario de Organización las Juventudes Socialistas. Licenciado en Derecho por la Universidad Complutense de Madrid, se trasladó a Alicante en 1975, donde ejerció como abogado laboralista. 
De su actividad política, cabe señalar su cargo como consejero de Sanidad, Trabajo y Seguridad Social de la Generalidad Valenciana (1981-1985), senador designado por la Comunidad Valenciana (1983-1986) y diputado en el Congreso por Alicante (1986-1991).
En 1991 fue el candidato del PSPV-PSOE a la alcaldía de Alicante. Tras ganar dichos comicios fue elegido alcalde de Alicante, desempeñando también la vicepresidencia de la Federación Española de Municipios y Provincias. Algunas de las actuaciones que llevó a cabo durante su mandato fueron la aprobación del Plan Especial del Puerto de Alicante, el inicio de la ejecución del Plan de Rehabilitación y Arquitectura del casco histórico de Alicante y la demolición y reconstrucción del degradado barrio de las Mil Viviendas. 
Tras perder las elecciones en 1995, encabezó al grupo municipal socialista en la oposición, hasta que abandonó la concejalía para ejercer la actividad profesional como abogado. En 2007 volvió a la actividad política, siendo elegido diputado autonómico en las Cortes Valencianas, presentando su dimisión en 2014 tras ser nombrado adjunto al Síndico de Agravios de la Comunidad Valenciana.
A raíz de una denuncia de Podemos, dejó de publicar su columna de opinión semanal en el diario alicantino Información.

## Cargos desempeñados
- Consejero de Trabajo y Sanidad de la Generalidad Valenciana. (1981-1985)
- Diputado por la provincia de Alicante en el Congreso de los Diputados. (1986-1991)
- Alcalde de Alicante. (1991-1995)
- Diputado por la provincia de Alicante en las Cortes Valencianas. (Desde 2011)
- Portavoz del Grupo Socialista en las Cortes Valencianas. (2007-2011)
- Vicepresidente segundo de las Cortes Valencianas. (2011-2014)
- Adjunto al Síndico de Agravios (Desde 2014)